# John Nash (architekt)
John Nash (ur. 18 stycznia 1752 w Lambeth, zm. 13 maja 1835 w Cowes) – angielski architekt i urbanista, znany z wkładu w wygląd XIX-wiecznego Londynu.

## Życiorys
W 1811 Książę Regent, późniejszy Jerzy IV Hanowerski, zatrudnił Johna Nasha do stworzenia planu zabudowy Marylebone Park – późniejszego Regent’s Park. Przebudowa rozpoczęła się w 1818. Nash był także autorem planu przebiegu Regent’s Canal. W latach 1825–1835 Nash pracował przy rozbudowie Buckingham Palace. Był autorem łuku triumfalnego Marble Arch, który początkowo stanowił bramę Pałacu Buckingham, ale w 1851 został przeniesiony na obecne miejsce. Legenda głosi, że przyczyną przenosin był fakt, że królewska kareta nie mieściła się pod łukiem. Ślady jego prac widoczne są także na Trafalgar Square czy w St. James’s Park. W latach 1815–1823 przebudował także Royal Pavilion w Brighton.